# School Rumble
School Rumble (jap. スクールランブル) – manga autorstwa Jina Kobayashiego, która ukazywała się w magazynie „Shūkan Shōnen Magazine” w latach 2002-2008. Autor napisał również sequel mangi, zatytułowany School Rumble Z.
Na jej podstawie wyprodukowano dwie serie anime, 2 serie OVA oraz serial aktorski. 

## Fabuła
Historia opowiada o niecodziennym życiu uczniów pewnej szkoły średniej, koncentrując się na przygodach Harimy Kenjiego, który jest nieszczęśliwie zakochany w Tenmie Tsukamoto, która kocha natomiast Ohjiego Karasumę (miłość ta jest również nieodwzajemniona). Harima Kenji wielokrotnie usiłuje wyznać Tenmie swoje uczucia jednak wynikają z tego same nieszczęścia. Po drodze rozkochuje w sobie siostrę Tenmy, Yakumo oraz koleżankę Tenmy, Eri. W międzyczasie pojawia się wątek rywalizacji klasy 2-C z klasą 2-D.

## Bohaterowie
- Tenma Tsukamoto (jap. 塚本天満 Tsukamoto Tenma) – uczennica klasy 2-C. Jest dosyć niska i ma obsesję na punkcie swojej wagi oraz niezbyt dużych piersi. Zakochana w Karasumie Ohjim próbuje się do niego zbliżyć, często z użyciem niekonwencjonalnych sposobów. Razem z młodszą siostrą Yakumo mieszkają same. Jest niezbyt "spostrzegawcza" (żeby nie powiedzieć mało inteligentna), nie zauważa uczuć Harimy do siebie i wszystko źle interpretuje. Słaba w nauce i sporcie.

Seiyū: Ami Koshimizu 
- Ōji Karasuma (jap. 烏丸大路 Karasuma Ōji) – obiekt uczuć Tenmy. Zazwyczaj prezentuje "kamienną twarz" i nie pokazuje żadnych uczuć względem Tenmy. Gra na gitarze w szkolnym zespole, jest znanym mangaką pod pseudonimem Nijo. Gra również w piłkę nożną. Ma praktycznie talent do wszystkiego czego się podejmie. Jest chory na nieznaną chorobę, przez którą musi wyjechać na operację do Ameryki, co powoduje, że Tenma stara się śpieszyć ze swym wyznaniem. Uwielbia curry.

Seiyū: Ryosei Konishi 
- Kenji Harima (jap. 播磨拳児 Harima Kenji) – klasowy delikwent, słaby w nauce. Zakochany w Tenmie. Z początku nie dostał promocji do klasy wyższej, lecz ją wybłagał u dyrekcji, byle uczęszczać do klasy 2-C. Gdy odkrywa, że ona kocha Karasumę jest zrozpaczony. Zaczyna rysować mangę. Przez pomyłkę wyznaje miłość Sawachika Eri. Jest wysportowany i dobry w sztukach walki, jednak żadnych nie trenował. Jego wrogiem jest Hanai Haruki, którego przezywa "czworookim". Nosi bródkę i wąsy. Potrafi porozumiewać się ze zwierzętami, z którymi się przyjaźni. Jest kuzynem Itoko.

Seiyū: Hiroki Takahashi 
- Yakumo Tsukamoto (jap. 塚本八雲 Tsukamoto Yakumo) – młodsza siostra Tenmy. Piękna, inteligentna i utalentowana, jest jedną z najbardziej podziwianych dziewczyn w szkole. Sama jednak nie miała jak dotąd chłopaka. Z niewyjaśnionych powodów potrafi czytać myśli ludzi co, jej przysparza problemów. Jedynie w myśli Harimy nie może wejrzeć, gdyż on jest całkowicie zainteresowany Tenmą. W późniejszym czasie pomaga w rysowaniu mangi Harimie, w którym się zakochuje. Bardzo opiekuńcza w stosunku do Tenmy. Doskonale gotuje.

Seiyū: Mamiko Noto 
- Eri Sawachika (jap. 沢近愛理 Sawachika Eri) – przyjaciółka Tenmy. Pół Angielka, pół Japonka o blond włosach i złotych oczach. Jej ojciec jest niezwykle bogaty, przez co jest rozpuszczona, wręcz snobistyczna. Darzy uczuciem Harimę jednak często z różnych powodów dopuszcza się na nim przemocy. W późniejszym czasie popada w konflikt z Yakumo. Rodzice naciskają żeby wyszła za mąż, ona jednak wybiera przyjaciół. Ma kłopoty z Kanji.

Seiyū: Yui Horie 
- Mikoto Suo (jap. 周防美琴 Suo Mikoto) – kolejna przyjaciółka Tenmy. Utalentowana sportowo. Przyjaźni się również z Harukim, z którym czasem razem trenują. Na początku była zakochana w swoim korepetytorze, jednak spotyka go z jego dziewczyną i jej uczucia gasną. W późniejszym czasie spotyka się z Asou, jednak on zrywa z nią z niewyjaśnionych przyczyn.

Seiyū: Hitomi Nabatame 
- Akira Takano (jap. 高野 晶 Takano Akira) – przyjaciółka Tenmy. Niebywale inteligentna, lubi czytać książki jednak nie przepada za wysiłkiem fizycznym. Zadziwiająca zdolność dedukcji sprawia, że czasem ratuje ludzi z kłopotów, a także próbuje swatać ludzi. Jest przewodniczącą Klubu Herbacianego.

Seiyū: Kaori Shimizu 

## Manga
Kolejne rozdziały mangi autorstwa Jina Kobayashi ukazywały się od 47. numeru w 2002 roku czasopisma „Shūkan Shōnen Magazine” wydawnictwa Kōdansha. W 33. numerze w 2008 roku tego czasopisma podano do wiadomości, że finałowy rozdział mangi ukaże się w kolejnym numerze tego czasopisma, wydanym 23 lipca 2008 roku.
9 lutego 2010 autor opublikował także dodatkowy, ośmiostronicowy rozdział mangi w czasopiśmie „Bessatsu Shōnen Magazine” Kōdanshy. 30 listopada 2016 roku w „Shūkan Shōnen Magazine” opublikowany został kolejny rozdział mangi, który skupia się tym razem na postaciach Tsukamoto i Harimy.

### Spin-off
Jin Kobayashi jest także autorem spin-offu zatytułowanego School Rumble Z, który ukazywał się w czasopiśmie „Magazine Special” wydawnictwa Kōdansha od sierpnia 2008 roku. Ostatni rozdział ukazał się w tym czasopiśmie 20 maja 2009 roku.
Pierwszy i jedyny tomik tej mangi ukazał się 17 czerwca 2009 roku.

## Anime
W czerwcu 2004 roku ogłoszono powstawanie adaptacji mangi w formie anime. Pierwsza seria składa się z 26 odcinków i była emitowana od 5 października 2004 do 29 marca 2005.
We wrześniu 2005 roku podano do informacji, że w produkcji znajdują się także dwa odcinki OVA, które zostaną wydane na DVD 22 grudnia 2005 roku.
W grudniu 2005 roku ogłoszono powstawanie kolejnej serii School Rumble. Seria druga składa się z 26 odcinków. Kolejne odcinki emitowane były w Japonii między 2 kwietnia 2006 a 24 września 2006.
W lutym 2008 roku wydawnictwo Kōdansha ogłosiło, że do limitowanych edycji tomów 21 oraz 22 dołączone zostaną kolejne odcinki serii OVA School Rumble: Third Term i wydane zostaną kolejno 17 lipca i 17 września 2008.

### Ścieżka dźwiękowa
- Opening seria 1 + OVA: "Scramble (スクランブル)" wykonany przez Yui Horie with UNSCANDAL.
- Ending seria 1 + OAV: "Onna no Ko♥Otoko no Ko" (オンナのコ♥オトコのコ), "Girls ♥ Boys" wykonany przez Yuko Ogura.
- Opening seria 2: „Sentimental Generation” (jap. せんちめんたる　じやんえれ〜しよん) wykonany przez Ami Tokitō[1].
- Ending seria 2: „Kono Namida ga aru kara tsugi no ippo to naru” (jap. この涙があるから次の一歩となる) wykonany przez Ami Tokitō[1].